# Adelaide-Crafers Highway
Der Adelaide-Crafers Highway ist eine Autobahn im Zentrum des australischen Bundesstaates South Australia. Er verbindet das Stadtzentrum von Adelaide mit dem South Eastern Freeway. Im Verlauf dieser Stadtautobahn befindet sich der 500 m lange Heysen-Tunnel mit zwei Röhren, der erste seiner Art auf einer australischen Fernstraße. Der Adelaide-Crafers Highway verläuft auf seiner gesamten Länge zusammen mit dem Princes Highway.

## Geschichte
Der Adelaide-Crafers Highway ist ein dringend benötigter Ausbau der Mount Barker Road, die sich früher mit vielen Kurven durch die Adelaide Hills nach oben gewunden hat. Die engste Haarnadelkurve der Mount Barker Road wurde als Devils Elbow (dt.: Ellbogen des Teufels) bekannt, da sich dort häufig Unfälle mit PKW oder Sattelschleppern ereigneten.
Am 16. Mai 1995 kündigte der damalige Premierminister Paul Keating den Bau einer neuen Autobahn an. Der Heysen-Tunnel, der nach dem bekannten südaustralischen Künstler und Mäzen Hans Heysen benannt wurde, wurde 1998 fertiggestellt. Der Autobahnbau war Anfang 2000 beendet und am 5. Mai 2000 eröffnete Premierminister John Howard die neue Straße. Es war damals das größte südaustralische Straßenprojekt und verschlang AU-$ 151 Mio., die ausnahmslos von der australischen Bundesregierung kamen.

## Ausstattung
Der Adelaide-Crafers Highway besitzt 6 Fahrspuren, Notfallspuren und Mittelleitplanken aus Beton. Er ist auf den gesamten 10 km beleuchtet.

## Sicherheit
Kurz nach Eröffnung des Adelaide-Crafers Highways lenkten etliche Unfälle mit Sattelschleppern die Aufmerksamkeit der Medien auf die neue Straße. Insbesondere ein fast tödlicher Unfall mit einem Sattelschlepper im Mai 2007 wurde in den Medien breitgetreten. Die alte Mount Barker Road war eine bekannt gefährliche Strecke, aber die neue Straße stellte mit ihrer kontinuierlichen Steigung eine neue Schwierigkeit dar. LKWs mit schlechten Bremsen hatten ab einer gewissen Geschwindigkeit Schwierigkeiten beim Bremsen. Es dauerte geraume Zeit und die Aufstellung etlicher Warnschilder vor dem Gefälle war notwendig, bis die LKW-Fahrer sich an die neue Situation gewöhnten. Sattelschlepper fahren bisweilen nur mit einer Geschwindigkeit von 20–30 km/h den Freeway hinunter. 2005 wurden alle 200 Meter Bedarfsverkehrszeichen errichtet, die von Transport SA in Adelaide mit den notwendigen Geschwindigkeitsbegrenzungen beschaltet werden können. Dies verbesserte die Sicherheit von Straßenbaupersonal und Rettungsdiensten.
2011, nach etlichen LKW-Unfällen – einer fuhr in eine Bushaltestelle und ein anderer schoss geradeaus über die Kreuzung am Ende des Gefälles – wurde neue Vorschriften eingeführt, die Fahrzeugen mit mehr als 4 Achsen ein Verbleiben auf dem linken Fahrstreifen und die Einhaltung einer maximalen Geschwindigkeit von 60 km/h zwischen der Kreuzung in Crafers und dem Alten Zollhaus auferlegten. Zur Überwachung der neuen Vorschriften wurden Verkehrskameras installiert.
Es gibt auch neue Verkehrszeichen für die beiden Notfallspuren im Gefälle, die LKW-Fahrern, die die Gewalt über ihr Fahrzeug verloren haben, auf diese Spuren hinzuweisen.

## Ausfahrten und Kreuzungen
| Adelaide-Crafers Highway Princes Highway                                                      |                                           |                                          |                                                                                     |
| Ausfahrten oder Kreuzungen Richtung Osten                                                     | Entfernung vom South Eastern Freeway (km) | Entfernung von der Glen Osmond Road (km) | Ausfahrten oder Kreuzungen Richtung Westen                                          |
| Beginn Adelaide-Crafers Highway von der Glen Osmond Road                                      | 10                                        | 0                                        | Ende Adelaide-Crafers Highway weiter als Glen Osmond Road zum Stadtzentrum Adelaide |
| Glen Osmond Portrush Road Cross Road                                                          | 10                                        | 0                                        | Glen Osmond Portrush Road Cross Road                                                |
| Mount Osmond Mount Osmond Road                                                                | 8                                         | 2                                        | Mount Osmond Mount Osmond Road                                                      |
| Eagle On The Hill Devil's Elbow Mount Barker Road                                             | 6                                         | --                                       | keine Ausfahrt                                                                      |
| HEYSEN-TUNNEL Steigung                                                                        | --                                        | --                                       | HEYSEN-TUNNEL Gefälle                                                               |
| keine Ausfahrt                                                                                | 0                                         | 10                                       | Eagle on the Hill Mount Barker Road                                                 |
| Ende Adelaide-Crafers Highway weiter als South Eastern Freeway nach Murray Bridge / Melbourne | 0                                         | 10                                       | Beginn Adelaide-Crafers Highway vom South Eastern Freeway                           |

## Galeriebilder

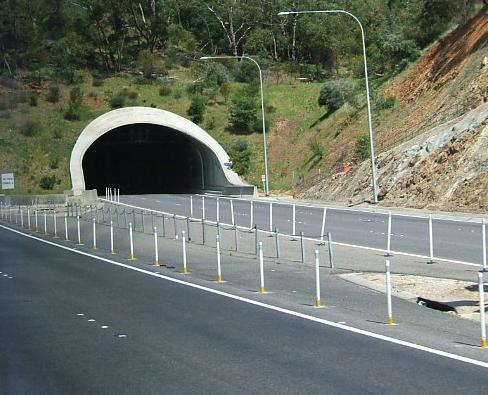
Portal des Heysen-Tunnels
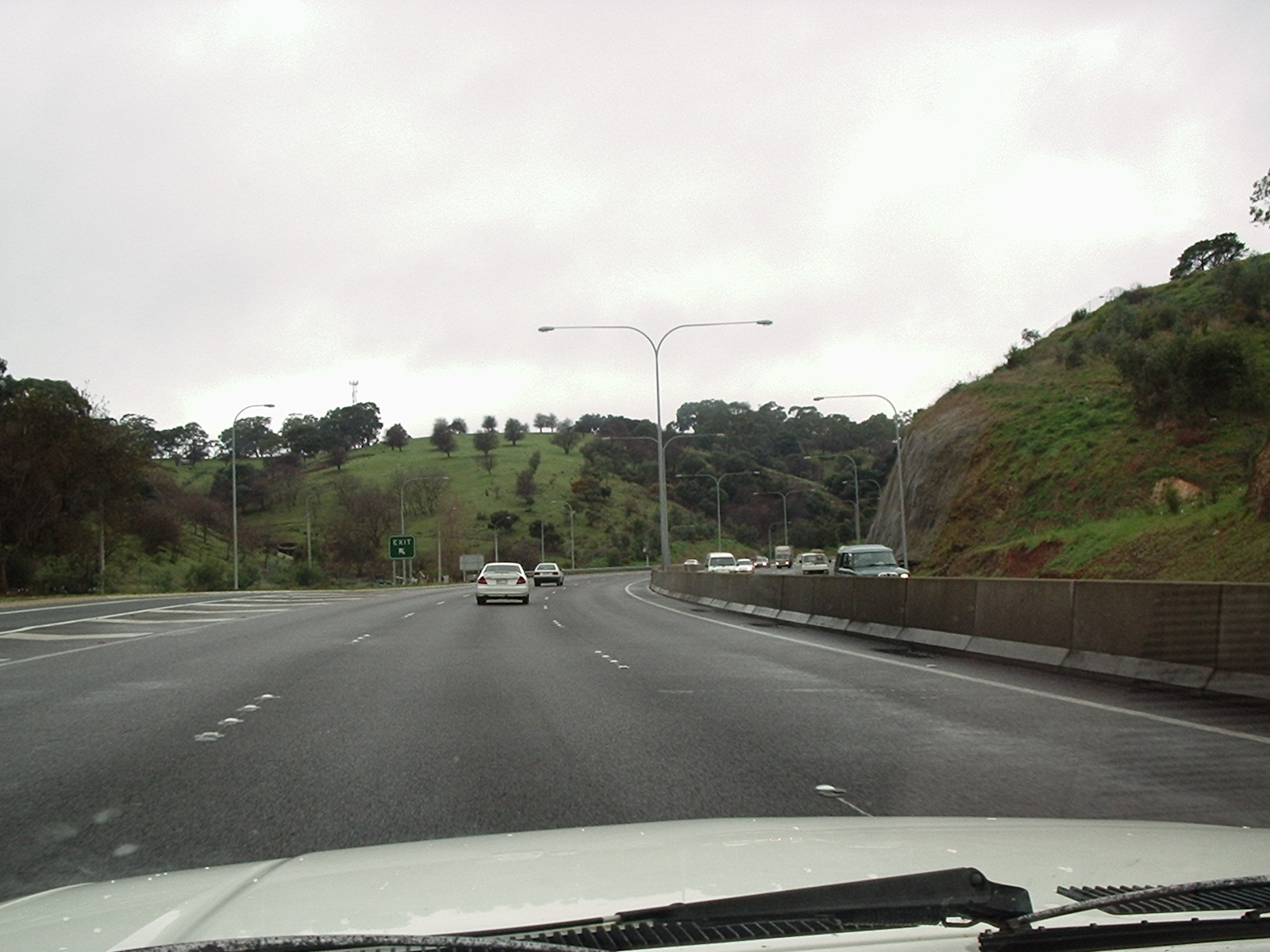
Adelaide-Crafers Highway.auf der Fahrt nach Murray Bridge
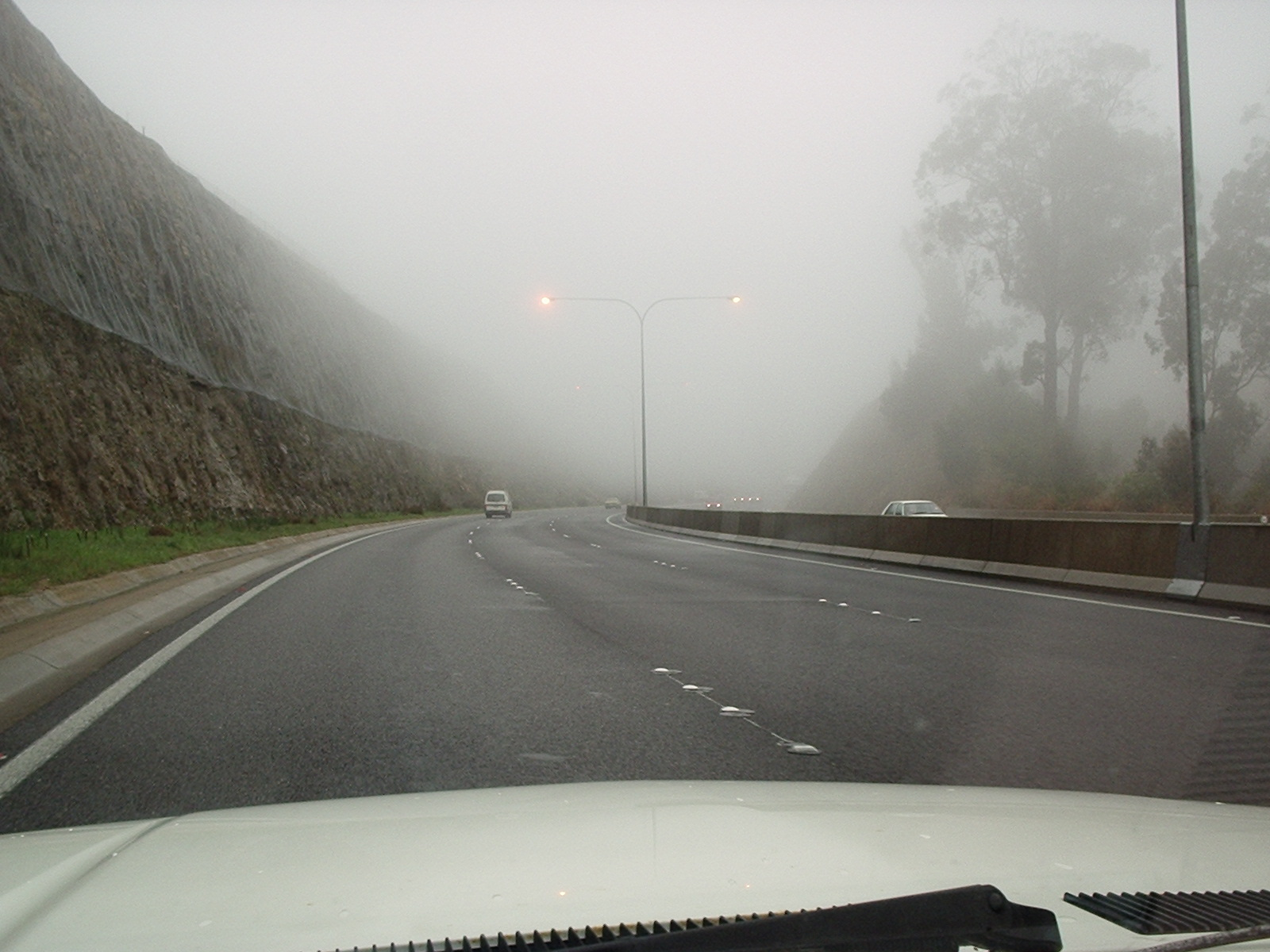
Adelaide-Crafers Highway an einem nebligen Tag.
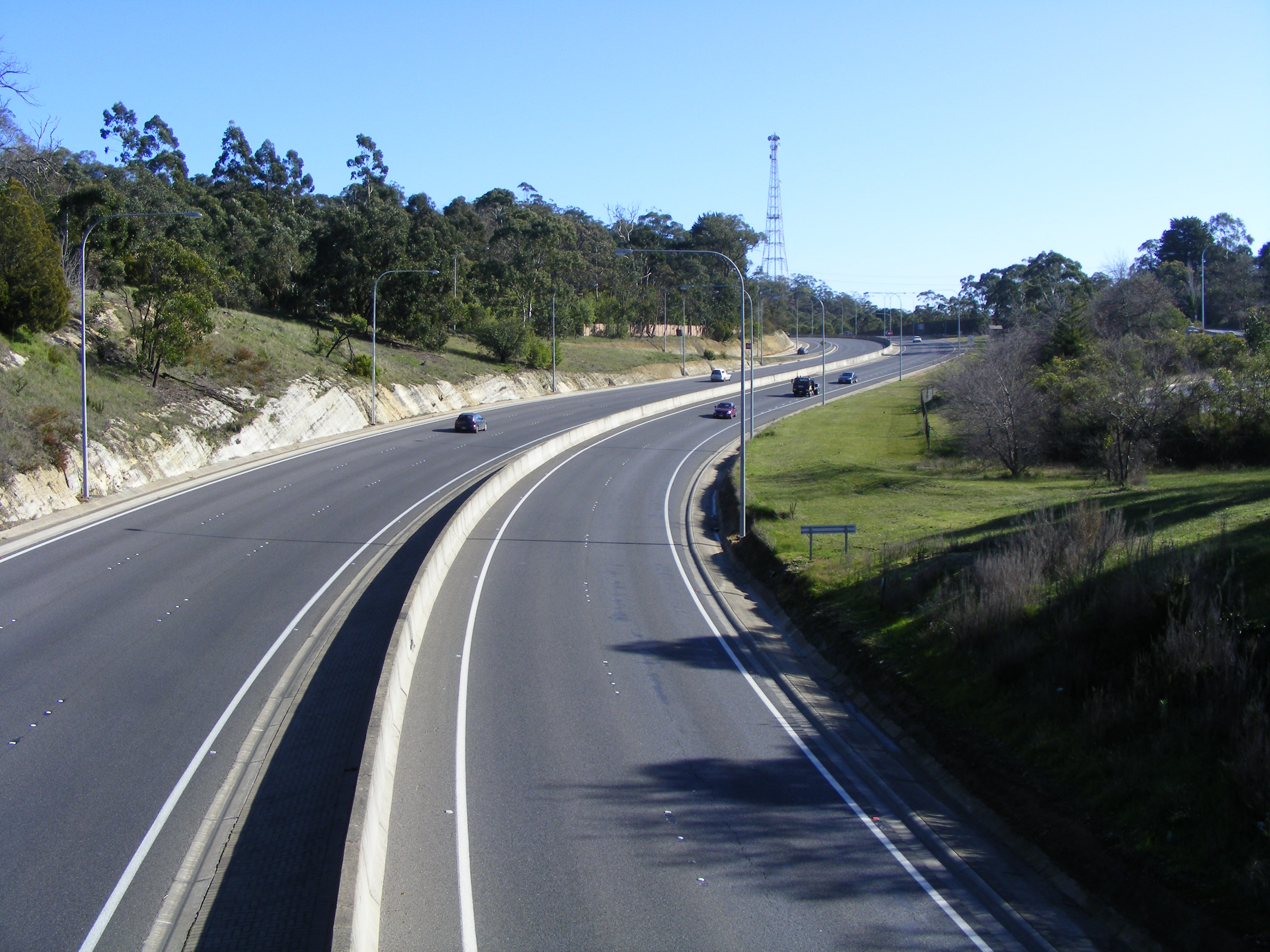
Adelaide-Crafers Highway in Crafers.
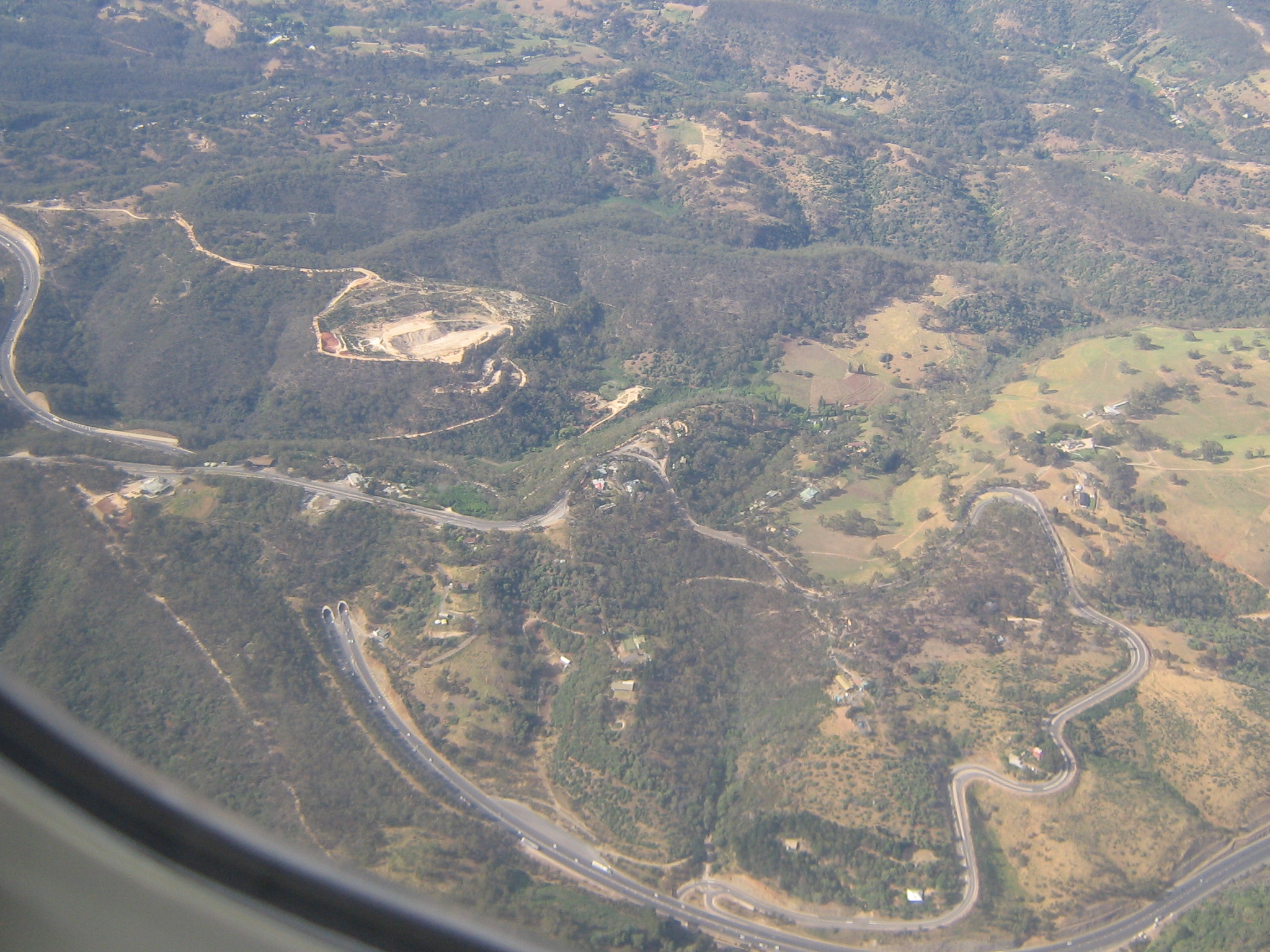
Eagle on the Hill liegt direkt oberhalb der Tunneleinfahrt. Die alte Straße windet sich in Kurven vom Devils Elbow.herauf.